# Ниармедик
Ниармедик — российская фармацевтическая, биотехнологическая и медицинская компания, которая специализируется на производстве и внедрении в медицинскую практику диагностических тест-систем, медицинских изделий и лекарственных средств.
В группу компаний «Ниармедик» входят компании «Ниармедик Плюс» (головная), «Ниармедик Фарма», «Матрифлекс», «ДжоинТекСэлл», «Биофармхолдинг» и сеть медицинских клиник «Ниармедик». Группа компаний имеет свои производственные площадки в Москве и Обнинске. Осенью 2021 года стоящая на грани банкротства компания была куплена за 1 ₽ совместным предприятием Сбербанка и АФК Система.

## История
В 1989 году на базе НИИ эпидемиологии и микробиологии им. Н. Ф. Гамалеи была создана компания «Ниармедик Плюс» с целью внедрения собственных научных разработок института в медицинскую практику. Изначально компания занималась производством диагностических тест-систем для выявления таких заболеваний, как ИППП, ВИЧ, вирусные гепатиты, TORCH-инфекции и других заболеваний, передающихся половым путем.
Параллельно компания начала развивать собственную сеть медицинских клиник: в 1996 году был открыт первый медицинский центр компании «Ниармедик».
В 2003 году состоялась регистрация и запуск производства противовирусного препарата «Кагоцел», собственной разработки компании.
В 2009 году «Ниармедик» стала генеральным дистрибутором в России и ряде стран СНГ линейки медицинских изделий «Коллост».
В 2011 году Роснано и компания «Ниармедик» подписали соглашение о создании GMP-предприятия полного цикла по выпуску оригинальных лекарственных средств. Была создана компания «Ниармедик Фарма», в которую Роснано вложила 1,3 млрд руб. В конце 2013 года Роснано продала свою долю в «Ниармедик Фарма» за 2,3 млрд.руб.
Компания «Ниармедик» получила эксклюзивное право на производство и вывод на рынки России и других стран Евразийской Патентной Организации противотуберкулезного средства, разработанного совместно с Швейцарским федеральным политехническим университетом.
В 2016 году «Ниармедик» создала первое в России производство полного цикла тест-систем для генетической идентификации личности человека и установления родства.
В 2017 году «Ниармедик» вступила в ассоциацию «Калужский фармацевтический кластер» и «Союз промышленников и предпринимателей Калужской области».
С 2018 года на территории завода «Ниармедик Фарма» работает производство полного цикла по выпуску реагентов для генетической идентификации личности и установления родства, имеющее сертификат соответствия стандарту качества для криминалистических производств ISO 18385.
В сентябре 2021 года контролирующая активы группы компаний «Ниармедик» кипрская Nearmedic International Limited была приобретена АО «Новый инвестиционный холдинг», находящаяся под контролем АФК «Система» и Сбербанка.

## Фармацевтическое производство
Самым известным продуктом компании «Ниармедик» является противовирусный препарат «Кагоцел», объёмы продаж которого оцениваются в 6,7 миллиардов рублей в 2018 году. По мнению некоторых исследователей, эффективность препарата не является доказанной.
Совместно с международным фондом Innovative medicines for tuberculosis (Im4TB) и швейцарской компанией École Polytechnique Fédérale de Lausanne (EPFL) «Ниармедик» разработала и готовится к выпуску нового противотуберкулезного препарата «Макозинон».

## Медицинские изделия
«Биофармхолдинг» выпускает медицинское изделие «Коллост», которое используется в хирургии, стоматологии, косметологии. Производится в виде геля и представляет собой коллагеновый материал, по структуре схожий с коллагеном человека. Используется для усиления регенерационных процессов тканей.
Дочерняя компания «Ниармедик» — «Матрифлекс» производит Bongraf Collagen — бесклеточный костный коллаген, который получают из бычьих бедренных костей. Используется в травматологии, ортопедии и стоматологии для замещения костных дефектов.

## Диагностическое направление
«Ниармедик Фарма» осуществляет выпуск реагентов для генетической идентификации личности человека и установления родства по ДНК. Реагенты применяются в расследовании преступлений и последствий катастроф, в других генетических исследованиях. Реагенты, производимые «Ниармедик», прошли независимое тестирование организацией внешнего контроля качества ДНК-типирования в Германии, которое показало 100 % расшифровку образцов ДНК.
В 2020 году ГК «Ниармедик» начала производство российских тестов на коронавирус, которые разработала «Система-Биотех» — дочерняя компания «АФК Система». В октябре 2020 года компания «Ниармедик Плюс» начала также производство тест-систем для определения протективного защитного иммунитета к вирусу SARS-CoV-2, разработанных Национальным исследовательским центром эпидемиологии и микробиологии имени почетного академика Н. Ф. Гамалеи

## Медицинские клиники
В 2018 году сеть клиник «Ниармедик» заняла 12 место в рейтинге крупнейших частных клиник России по версии Forbes.
В 2019 году сети клиник «Доктор рядом» и «Ниармедик» объявили о слиянии, в результате которого появилась сеть, которая насчитывает 16 клиник в Москве, две в Рязани и одну в Обнинске. Совокупный доход этих клиник за 2018 год превысил 1,8 миллиарда рублей.
В июле 2020 года было завершено объединение активов в единую сеть. Доли между акционерами «Доктора рядом» и «Ниармедик» распределились в отношении 45 % к 55 % соответственно.
В 2020 году компании «Ташир Медика» (входит в группу компаний «Ташир») и «Ниармедик Плюс» подписали меморандум о партнерстве в сфере здравоохранения, которое обозначает в том числе и планы по созданию центров протонной и ионной терапии для лечения онкологических заболеваний.